# Polens kommuner

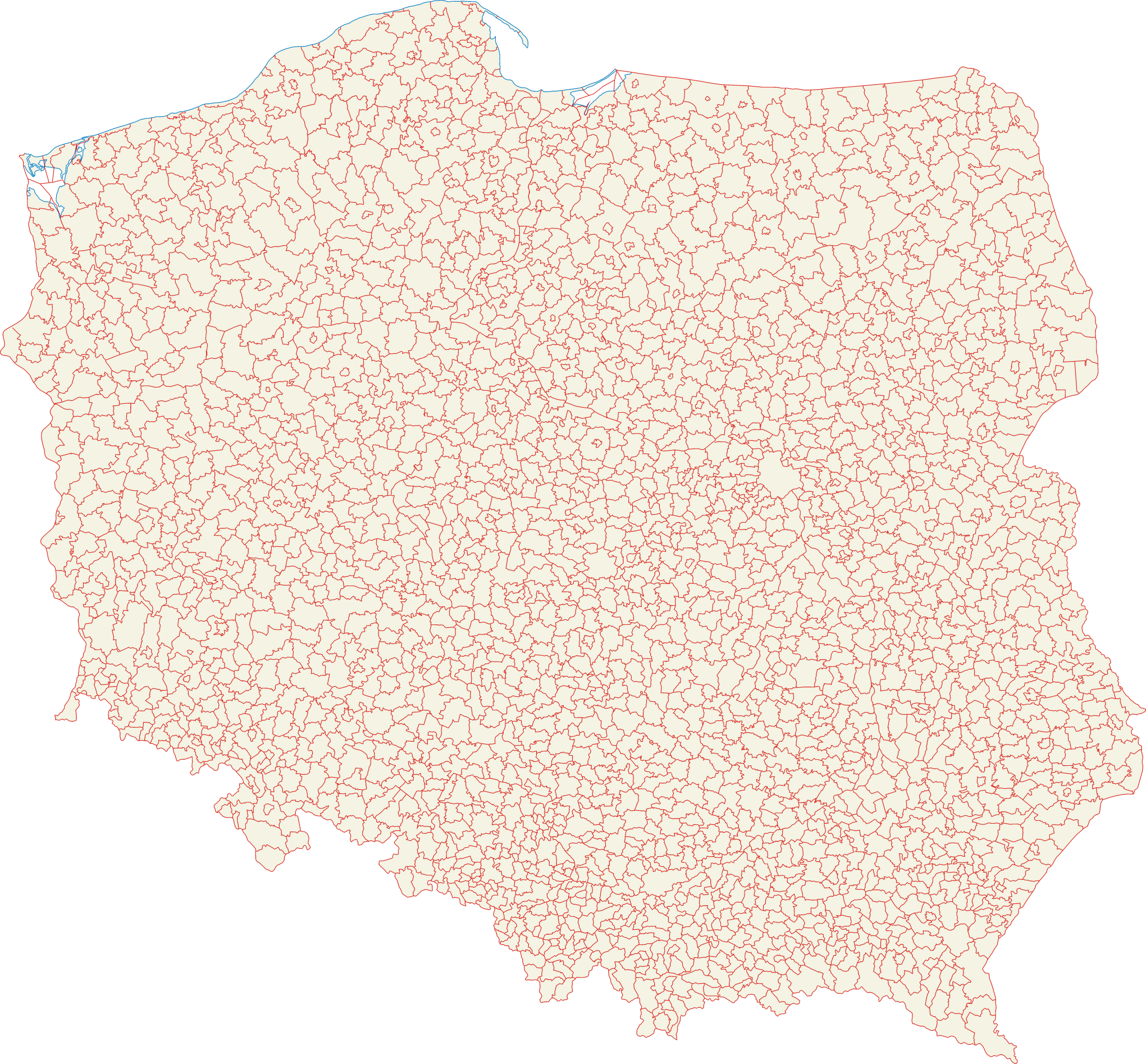
Polens indelning i kommuner (2008).

Gmina  eller kommun är den lägsta administrativa indelningen i Polen och är Polens primärkommuner. 2010 fanns det 2 479 kommuner i landet. Kommunerna har varit den grundläggande administrativa indelningen sedan 1972. Ordet gmina (plural: gminy) har sitt ursprung i det tyska Gemeinde (se Tysklands kommuner).

## Administrativa indelningar
Man delar in kommunerna i tre grupper:
- En stadskommun (gmina miejska) består i princip bara av en ort med stadsrättigheter. Större städer tillhör som regel denna kategori, men även vissa mindre städer är stadskommuner.
- En stads- och landskommun (gmina miejsko-wiejska) består av en stad inklusive dess omgivande landsbygd och byar. Denna typ av kommun är vanlig i småstäder på landet.
- En landskommun (gmina wiejska) består av landsbygd med någon eller några byar, men saknar helt orter med stadsstatus.

Vissa landskommuner har sitt administrativa kontor utanför det geografiska område kommunen består av. Ett exempel är Gmina Augustów som har sitt administrativa säte i staden Augustów, vilken själv utgör en stadskommun med egen förvaltning.

## Organ
Det högsta beslutande organet är kommunfullmäktige (rada gminy) eller stadsfullmäktige (rada miasta), som även kan utse utskott och arbetsgrupper. Den verkställande makten finns hos den direktvalde borgmästaren som benämns wójt ("fogde") i landskommuner, burmistrz ("borgmästare") eller prezydent miasta ("stadspresident") i stadskommuner, beroende på stadens grad av självstyre, storlek och lokal tradition.

## Underindelningar
Kommuner är den lägsta grundläggande förvaltningsnivån i Polen, men kommunerna kan själva besluta om underindelning av sitt territorium och delegering av kommunala uppgifter till kommundelarna. En sådan kommundel är dock inte en juridisk person i egen kraft. Landskommuner underindelas i kommundelar som kallas sołectwo (från polskans sołtys och tyskans Schultheiß, "byfogde"), som vanligen omfattar en eller flera byar med närmaste omgivningar. Ett sołectwo leds av en sołtys som ordförande för ett direktvalt rada sołecka ("byråd"). I städer kallas kommundelarna dzielnica ("stadsdelsområde") eller osiedle ("bostadsområde").

## Uppgifter
Kommunernas uppgifter kan grovt delas in i å ena sidan obligatoriska uppgifter, det vill säga att tillhandahålla grundläggande kommunal service till medborgarna i området enligt vad som föreskrivs i lag, samt å andra sidan frivilliga uppgifter, som kommunen själv kan implementera så långt som den kan eller vill, genom att avsätta medel från den kommunala budgeten.
Kommunala uppgifter omfattar:
- planfrågor, fastighetsfrågor, miljöskydd, naturskydd, vattenfrågor.
- kommunala vägnätet, med broar och trafikfrågor.
- vatten och avlopp, avfallshantering, renhållning och sanitära frågor, distribution av el, värme och gas.
- lokal kollektivtrafik.
- hälsofrågor.
- socialhjälp och omsorg.
- kommunala bostäder.
- offentlig utbildning.
- kultur, bibliotek, skydd av kulturminnen.
- idrott och turism.
- marknader och utställningslokaler.
- parker och grönområden.
- kommunala begravningsplatser.
- allmän ordning och medborgarskydd, inklusive mot brand och översvämning.
- underhåll av kommunala och offentliga byggnader.
- familjefrågor, skydd för gravida, social välfärd, medicinskt och juridiskt stöd.
- stöd för självförvaltningsfrågor.
- kommunal marknadsföring.
- samarbete med ideella organisationer.
- samarbete med lokala och regionala organ i andra stater.

## Statistik
Den 1 januari 2011 hade Polen 2 479 kommuner, indelade i tre typer:
- 1571 landskommuner,
- 602 stads- och landskommuner och
- 306 stadskommuner.

Det sammanlagda antalet orter med officiella stadsrättigheter är 908.

### Största respektive minsta städer och kommuner (2007)
Den största kommunen till ytan är Pisz stads- och landskommun, med en yta på 633,69 km². Den minsta är stadskommunen Górowo Iławeckie, med en yta på 3,32 km². 
Den befolkningsrikaste kommunen är Warszawa, med 1 702 139 invånare 2007. Den befolkningsmässigt minsta kommunen är stadskommunen Krynica Morska med 1 390 invånare. Staden med den lägsta befolkningen är Wyśmierzyce, med 884 invånare innanför den egentliga stadsgränsen av omkring 3 000 invånare totalt i stads- och landskommunen.

## Sekundärkommuner och stadskommuner med powiatstatus
De flesta kommuner tillhör ett powiat, en form av sekundärkommun där flera kommuner ingår. En större stadskommun kan däremot utgöra en stad med powiatstatus, så att de politiska och administrativa uppgifter som normalt tillkommer powiatet utförs av primärkommunen.